# Isidro García
Isidro Garcia est un boxeur mexicain né le 15 mai 1976 à Villa Guerrero.

## Carrière
Passé professionnel en 1994, il remporte le titre vacant de champion du monde des poids mouches WBO le 18 décembre 1999 en battant aux points Jose Lopez. Garcia conserve son titre contre Jose Rafael Sosa puis est  battu par Fernando Montiel le 15 décembre 2000. Il met un terme à sa carrière de boxeur en 2010 sur un bilan de 32 victoires, 8 défaites et 2 matchs nuls.